# Marc Grewe

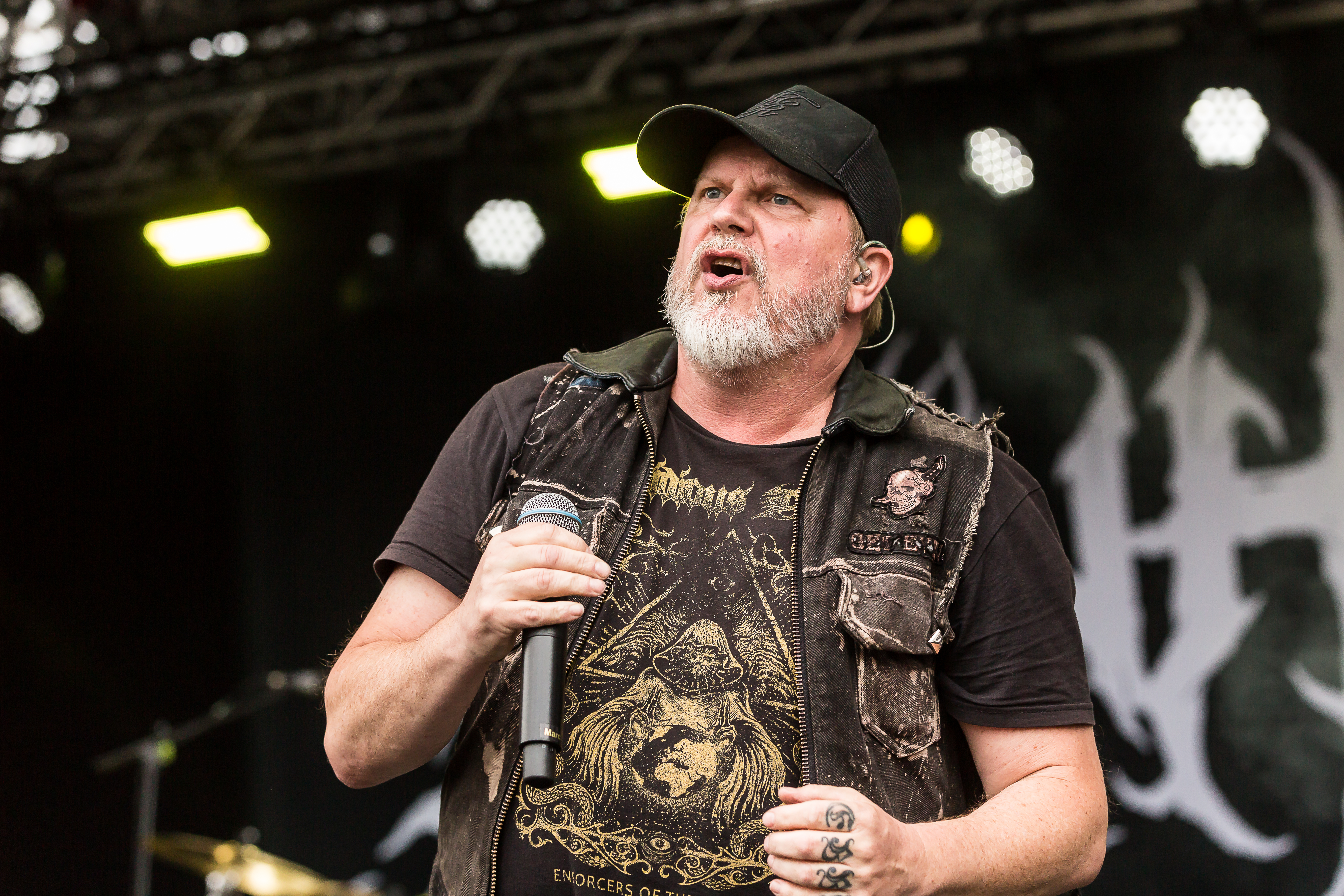
Marc Grewe (2024)

Marc Grewe (* 12. Mai 1970 in Meschede) ist ein deutscher Metal-Sänger.

## Leben
Marc Grewe wuchs in einem kleinen Dorf im Sauerland auf. Er arbeitete während seiner Musikerkarriere zunächst als Kaufmann im Groß- und Außenhandel im Elektronik- und Sanitärgroßhandel und arbeitete später zunächst für das Plattenlabel Century Media und dann als Aufnahmeleiter beim Film. Marc Grewe ist studierter Pädagoge und arbeitet hauptberuflich seit ca. 2013 in einer Heimeinrichtung. Grewe wohnt mit seiner Familie in Berlin. Seine jetzige Frau hat er im Jahre 2015 in Dänemark geheiratet. Das Paar hat zwei Kinder.

## Karriere
Im Jahre 1985 gründete Grewe mit einigen Freunden die Band Exterminator, die sich später zunächst in Minas Morgul und dann in Morgoth umbenennen. Bis 1990 spielte er zusätzlich noch den Bass, bevor mit Sebastian Svart ein fester Bassist zur Band stieß und Grewe sich auf den Gesang konzentrieren konnte. Mit Morgoth veröffentlichte Grewe drei Studioalben, bevor sich die Band im Jahre 1998 auflöste. Im Jahre 2011 kam es zur Wiedervereinigung, bevor sich Morgoth im Dezember 2014 von Grewe trennten. Laut einem Statement der Band war „die Chance auf eine weitere Zusammenarbeit einfach nicht mehr möglich“. Sein Nachfolger wurde Karsten Jäger von der Band Disbelief. Morgoth lösten sich im Jahre 2020 erneut auf. Morgoth galten als „eine der interessantesten und innovativsten“ Death-Metal-Bands Deutschlands.
Noch während seiner ersten Zeit bei Morgoth gründete Marc Grewe im Jahre 1994 mit den Mitgliedern der Hardcore-Band Urge die Band Power of Expression, die zwei Studioalben veröffentlichten. Im Jahre 1995 sang Grewe das dritte und letzte Studioalbum Fable Frolic der schwedischen Death-Metal-Band Comecon ein. Marc Grewe zog sich für einige Jahre aus dem Musikgeschäft zurück und kehrte erst im Jahre 2010 wieder zurück, als er sich der norwegischen Band Insidious Disease anschloss, wo er zusammen mit Sven Atle „Silenoz“ Kopperud von Dimmu Borgir und Shane Embury von Napalm Death aktiv ist. Darüber hinaus ist Marc Grewe noch in zahlreichen weiteren Bands wie Despair, Discreation, Deimos’ Dawn und Leper Colony aktiv und trat mehrfach als Gastsänger in Erscheinung. Im Jahre 2023 gründete Grewe zusammen mit dem Volbeat-Sänger Michael Poulsen die Death-Metal-Band Asinhell, bei der Poulsen als Gitarrist auftritt.

## Diskografie
| mit Asinhell - 2023: Impii Hora mit Comecon - 1995: Fable Frolic mit Deimos’ Dawn - 2023: Anthem of the Lost | mit Discreation - 2023: Iron Times mit Insidious Disease mit Leper Colony - 2023: Leper Colony | mit Morgoth - 1991: Cursed - 1993: Odium - 1996: Feel Sorry for the Fanatic mit Power of Expression |

als Gastsänger
- 2012: Desaster – Beyond Your Grace auf dem Album The Arts of Destruction
- 2012: Rise of Avernus – Beneath the Frozen Hand of Time auf der EP Rise of Avernus
- 2013: Pentagram Chile – La Fiura auf dem Album The Malefice
- 2017: Endseeker – Black Star Rising auf dem Album Flesh Hammer Prophecy
- 2018: Atrocity – Gates of Oblivion auf dem Album Okkult II
- 2018: Night in Gales – The Mortal Soul auf dem Album The Last Sunsets
- 2020: Depression – Knochenfäule und Changes auf dem Album Ära der Finsternis
- 2021: Dark Millennium – The Apocryphal Wisdom
- 2021: Massacre – Book of the Dead auf dem Album Resurgence
- 2022: Bloodbath – To Die auf dem Album Survival of the Sickest
- 2023: Temple of Dread – The Plague auf dem Album Beyond Acheron